# Campeonato Pan-Pacífico de Clubes 2009
El Campeonato Pan-Pacífico de Clubes de 2009 fue la segunda edición de dicho torneo, tuvo lugar en Carson, California. En el torneo participaron Los Ángeles Galaxy (invitado), Oita Trinita, Shandong Luneng Taishan y el Suwon Samsung Bluewings, siendo este último el campeón.
Todos los partidos se jugaron en The Home Depot Center, en Carson, California.

## Partidos
|  | Semifinales        | Semifinales     |       |               | Final              | Final         |  |
|  | 18 de febrero      | 18 de febrero   |       |               | 21 de febrero      | 21 de febrero |  |
|  |                    |                 |       |               |                    |               |  |
|  | 18 de febrero      |                 |       |               |                    |               |  |
|  | Los Angeles Galaxy | 2               |       |               |                    |               |  |
|  | Oita Trinita       | 0               |       |               |                    |               |  |
|  |                    |                 |       |               |                    |               |  |
|  |                    |                 |       |               | 21 de febrero      |               |  |
|  |                    |                 |       |               | Los Angeles Galaxy | 1 (2)         |  |
|  |                    | Suwon Bluewings | 1 (4) |               |                    |               |  |
|  |                    |                 |       |               |                    |               |  |
|  |                    |                 |       |               |                    |               |  |
|  |                    |                 |       |               | Tercer lugar       |               |  |
|  | 18 de febrero      | 18 de febrero   |       | 21 de febrero | 21 de febrero      |               |  |
|  | Suwon Bluewings    | 1               |       | Oita Trinita  | 2                  |               |  |
|  | Shandong Luneng    | 0               |       |               | Shandong Luneng    | 1             |  |

### Semifinales
| 18 de febrero de 2009, 17:30 | Suwon Samsung Bluewings | 1:0 (0:0) | Shandong Luneng | The Home Depot Stadium, California                          |                                                             |
|                              | Cho 81'                 |           |                 | Asistencia: 5.624 espectadores Árbitro(s): Baldomero Toledo | Asistencia: 5.624 espectadores Árbitro(s): Baldomero Toledo |

| 18 de febrero de 2009, 20:00 | Los Ángeles Galaxy               | 2:0 (1:0) | Oita Trinita | The Home Depot Stadium, California |                                |
|                              | Buddle 44' · Kirovski 53' (pen.) |           |              | Asistencia: 5.624 espectadores     | Asistencia: 5.624 espectadores |

### Tercer lugar
| 21 de febrero de 2009, 18:00 | Oita Trinita                            | 2:1 (2:1) | Shandong Luneng      | The Home Depot Stadium, California |                                |
|                              | Takamatsu 28' · Ueslei 42' · Tudela 45' |           | Mrdaković 45' (pen.) | Asistencia: 9.000 espectadores     | Asistencia: 9.000 espectadores |

### Final
| 21 de febrero de 2009, 20:30 | Los Angeles Galaxy                 | 1:1 (0:1) (2:4 p.)         | Suwon Samsung Bluewings | The Home Depot Stadium, California |                                |
|                              | Magee 89' (pen)                    |                            | Franklin 39' (a.g.)     | Asistencia: 9.000 espectadores     | Asistencia: 9.000 espectadores |
|                              |                                    | Tiros desde el punto penal |                         |                                    |                                |
|                              | Buddle · Klein · Magee · Patterson |                            | Edu · Yang · Lee · Choi |                                    |                                |

## Campeón
| Corea del Sur                   |
| Campeón Suwon Samsung Bluewings |
| 1.er título                     |

## Goleadores
| #       | Nombre           | Club                            | Goles |
| ------- | ---------------- | ------------------------------- | ----- |
| 1       | Edson Buddle     | Los Angeles Galaxy              | 1     |
| 1       | Cho Yong-Tae     | Suwon Samsung Bluewings         | 1     |
| 1       | Jovan Kirovski   | Los Angeles Galaxy              | 1     |
| 1       | Mike Magee       | Los Angeles Galaxy              | 1     |
| 1       | Miljan Mrdaković | Shandong Luneng                 | 1     |
| 1       | Daiki Takamatsu  | Oita Trinita                    | 1     |
| 1       | Ueslei           | Oita Trinita                    | 1     |
| Autogol | Sean Franklin    | Los Angeles Galaxy (ante Suwon) | 1     |